# Louis-Edmond Pettiti
Louis-Edmond Pettiti (* 14. Januar 1916 in Asnières-sur-Seine; † 17. November 1998 in Paris) war ein französischer Jurist, der sich insbesondere mit Fragen der Menschenrechte auseinandersetzte.

## Leben
Der Sohn eines Kellners erhielt schon mit neunzehn Jahren die Zulassung zur Pariser Anwaltskammer. An dieser gründete er im April 1978 ein Institut für die Menschenrechtsausbildung, das unter der Schirmherrschaft der UNESCO stand. Von 1978 bis 1979 amtierte er als Präsident der Anwaltskammer. Auf dem UNESCO-Kongress zur Menschenrechtsausbildung im September 1978 in Wien fungierte er als Generalberichterstatter.
Er beriet eine Reihe von osteuropäischen Dissidenten, die in ihren Herkunftsländern wegen für staatsgefährdend deklarierter Unternehmungen angeklagt wurden, darunter Natan Scharanski, zu dessen 1978 in Moskau durchgeführten Prozess er nicht zugelassen wurde, und Václav Havel, der 1979 wegen „Aufruhrs“ verurteilt wurde. Im Februar 1980 gehörte er zu der fünfköpfigen Kommission der Vereinten Nationen, die während der Geiselnahme von Teheran in die iranische Hauptstadt geschickt wurde, um mit den Machthabern zu verhandeln.
Im Jahre 1980 trat er die Nachfolge von Pierre-Henri Teitgen am Europäischen Gerichtshof für Menschenrecht an und behielt diesen Posten bis zur Umwandlung des EGMR in ein ständiges Gericht am 1. November 1998. Wenige Tage danach starb Pettiti im Alter von 82 Jahren.
Pettiti stand der internationalen Vereinigung katholischer Rechtsanwälte Pax Romana als Präsident vor und leitete in dieser Funktion die Kongresse in Dakar, Detroit und Manila. Er war Vizepräsident der französischen Gesellschaft für Rechtsvergleichung und zählte zu den Mitgliedern des Verwaltungsrates der Universität Paris II und des Lenkungsausschusses der Internationalen Vereinigung für Europarecht.

## Auszeichnungen
- Ritter der Ehrenlegion
- Ritter des Verdienstordens der Italienischen Republik
- Träger des Verdienstordens der Republik Senegal

## Schriften (Auswahl)
- Informatique et libertés
- Droits de l’Homme en Amérique Latine
- La profession d’avocat dans la communauté juridique
- L’informatique juridique